# Alarilla
Alarilla è un comune spagnolo di 90 abitanti situato nella comunità autonoma di Castiglia-La Mancia.